# Всемирный конгресс пауэрлифтинга
Всемирный конгресс пауэрлифтинга (WPC) (англ. World Powerlifting Congress WPC — Всемирный конгресс пауэрлифтинга) — неправительственная общественная некоммерческая организация, объединяющая национальные федерации пауэрлифтинга. 
Федерация основана Эрни Францем, чемпионом и рекордсменом Мира по пауэрлифтингу (IPF) в 1986 году, он же стал первым президентом Федерации. По словам Эрни Франца, он решил основать новую федерацию пауэрлифтинга, так как федерация пауэрлифтинга IPF не предполагала отдельные возрастные категории для спортсменов, старше 40 лет. 
Основным отличием от ведущей мировой федерации пауэрлифтинга IPF является использование многослойной экипировки (неограниченное количество слоев, джинсовая и брезентовая экипировка), а также наличие дивизионов без обязательного допинг-контроля.
Национальные представительства WPC имеются в 49 странах мира.
Международные турниры проводились в экипировочных дивизионах (многослойная экипировка), в 2009 году впервые прошёл безэкипировочный чемпионат Мира.
В 1999 году WPC начал проводить турниры с допинг-контролем под брендом AWPC.
Филиалом WPC в США является Американская федерация пауэрлифтинга (APF). APF проводит несколько серий отборочных соревнований, которые позволяют спортсменам переходить с местного на национальный уровень, а затем, наконец, на международный уровень, WPC / AWPC.
Филиалом WPC в России является Организация пауэрлифтинга AWPC/WPC России.

## Национальные организации
Руководит работой 49 национальных федераций.

## Соревнования
IPF организует международные соревнования:
- Чемпионат мира по пауэрлифтингу
- Чемпионат мира по жиму лёжа

## Руководящий аппарат
- Президент WPC/AWPC— Майк Суини
- Президент Организации пауэрлифтинга России WPC/AWPC - Юрий Устинов
- Президент AWPC России -
- Рекордспикер WPC/AWPC - Петр Кравцов